# Portea petropolitana
Portea petropolitana – gatunek rośliny z rodziny bromeliowatych (Bromeliaceae). Występuje endemicznie w lasach Mata Atlântica na południowo-wschodnim atlantyckim pobrzeżu Brazylii.
Gatunek dzieli się na następujące podgatunki:
- Portea petropolitana extensa
- Portea petropolitana noettigii
- Portea petropolitana petropolitana